# José Luis Fernández Prieto
José Luis Fernández Prieto   (Bilbao, 15 de maig de 1963), també conegut com a Txelis, és un exfutbolista basc, que ocupava la posició de defensa.
Va jugar a primera divisió amb el RCD Espanyol (86/88), Real Burgos (90/91) i Reial Valladolid (93/94).